# Temernik
Der Temernik (russisch Темерни́к auch Temernitschka russisch Темерни́чка) ist ein kleiner rechter Nebenfluss des Dons in der Oblast Rostow. 

## Geographie
Von den insgesamt 35,5 Kilometern Flusslänge befinden sich 16 km in Rostower Stadtgebiet. 
Die Quelle des Temernik im Rajon Mjasnikowski am nördlichen Rostower Stadtrand ist der regelbare Abfluss eines kleinen Stausees mit dem Namen Rostower Meer (russisch Ростовское море), dessen Hauptzufluss die Kamyschewacha (russisch Камышеваха) bildet. Der Temernik, der aufgrund seiner Lage innerhalb des Ballungsgebietes der zehntgrößten russischen Stadt (Rostower Agglomeration mit 2,16 Millionen Einwohnern) sehr verschmutzt ist, weist ein durchschnittliches Gefälle von 2,3 % auf, ist etwa  10 m breit und 30 bis 80 cm tief. Er sammelt das natürliche Oberflächenwasser der nördlichen und westlichen Rostower Stadtteile. 

## Geschichte
Der mit der Stadtgründung 1749 verbundene Temernik-Zoll (russisch Темерницкая таможня) verdankt dem Fluss seinen Namen.
Zwischen dem linksufrig gelegenen Zoo und dem davon anderthalb Kilometer in südwestlicher Richtung entfernten rechtsufrigen Botanischen Garten befindet sich 400 Meter vom westlichen/rechten Temernikufer entfernt, von diesem nur durch eine Gartensiedlung und einen Eisenbahndamm getrennt, die Holocaustgedächtnisstätte Smijowskaja Balka. Sie wurde nach einem Seitental des Temernik benannt und ist Begräbnisstätte für etwa 27.000 Zivilisten und Kriegsgefangene, welche im Sommer 1942 einer Vernichtungsaktion der Einsatzgruppe D der Sicherheitspolizei und des SD zum Opfer fielen.